# قوشتبه (جلاقدوق)
قوشتبه هي بلدة في مقاطعة جلاقدوق في ولاية أنديجان في أوزبكستان.